# František Chládek (biatlonista)
František Chládek (* 9. května 1958, Vsetín) je bývalý československý biatlonista.

## Závodní kariéra
Na XV. ZOH v Calgary 1988 skončil v závodě jednotlivců na 20 km na 44. místě a ve štafetě na 4 × 7,5 km skončil na 11. místě. V závodě světového poháru skončil nejlépe na 2. místě na 20 km v Hochfilzenu v roce 1987. Ve stejném roce zároveň skončil v celkovém hodnocení světového poháru na 13. místě.